# الشيخ كريم المخدوم

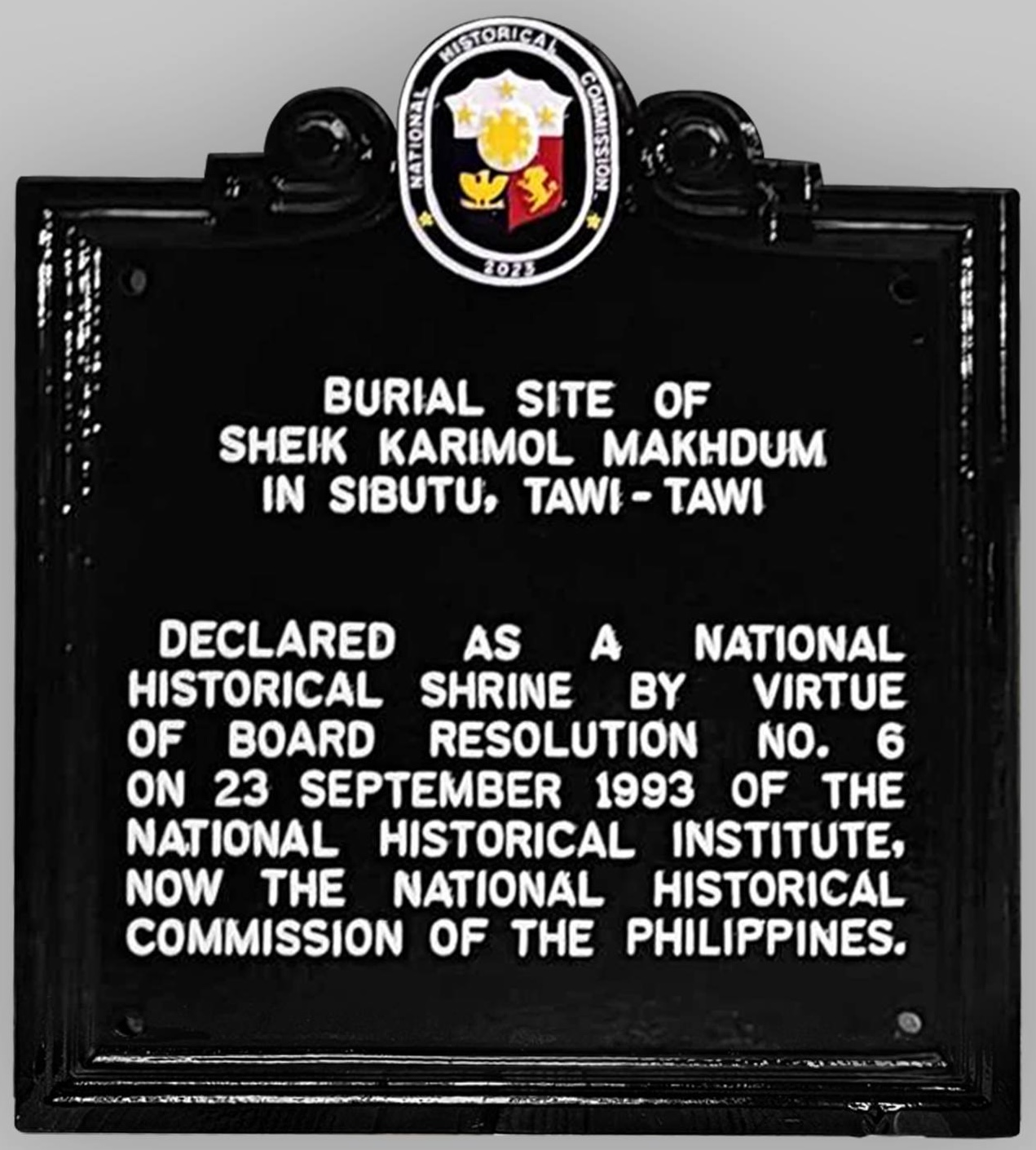
علامة تاريخية وضعت في عام 2023 تشير إلى أن موقع دفن المخدوم قد تم إعلانه كمزار تاريخي وطني من قبل اللجنة التاريخية الوطنية في الفلبين

كان الشيخ كريم المخدوم مسلمًا صوفيًا عربيًا سنيًا بالإضافة إلى كونه داعية معروف من سوريا جاء إلى ملقا. وُلِد كريم المخدوم في مقدونيا، وهي قرية بالقرب من دمشق في سوريا. كان هو والأولياء التسعة ينتمون إلى الدعاة الكبراويين الهمدانيين في أواخر القرن الرابع عشر. كان صوفيًا جلب الإسلام إلى الفلبين في عام 1380، قبل 141 عامًا من وصول المستكشف البرتغالي فرديناند ماجلان إلى البلاد. أسس مسجدا في جزيرة سيمونول، تاوي تاوي، الفلبين، يُعرف باسم مسجد الشيخ كريم المخدوم وهو أقدم مسجد في البلاد.